# Oecetis naravitta
Oecetis naravitta är en nattsländeart som beskrevs av Schmid 1958. Oecetis naravitta ingår i släktet Oecetis och familjen långhornssländor. Inga underarter finns listade i Catalogue of Life.